# Hans-Adolf Prützmann

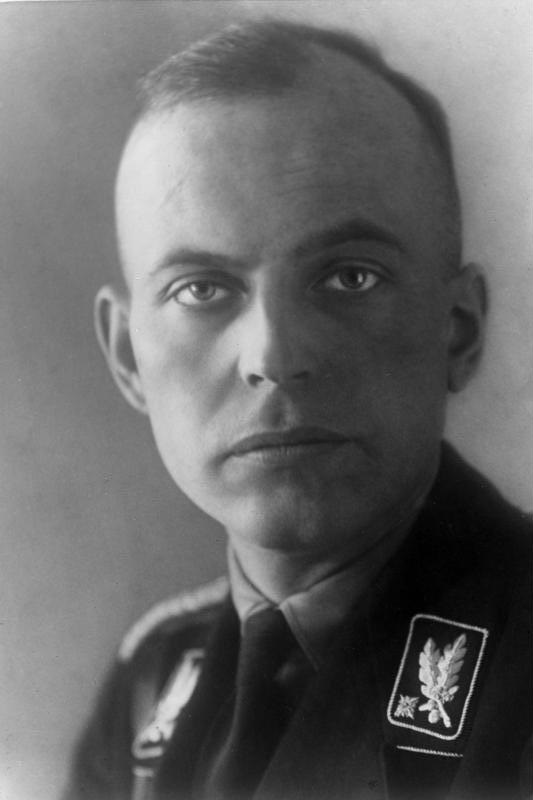
Hans Prützmann in der schwarzen Vorkriegsuniform und mit den (alten) Rangabzeichen eines SS-Brigadeführers (1934)

Hans-Adolf Prützmann (* 31. August 1901 in Tolkemit; † 21. Mai 1945 wahrscheinlich in Lüneburg) war ein deutscher Abgeordneter der NSDAP im Reichstag, Hamburgischer Senator und Staatsrat, Höchster (HöSSPF) und Höherer SS- und Polizeiführer (HSSPF), SS-Obergruppenführer, General der Waffen-SS und Polizei.

## Leben
Nach der Ausbildung am Gymnasium studierte Hans Prützmann Landwirtschaft in Göttingen, bevor er zwischen 1918 und 1921 Mitglied verschiedener Freikorps wurde. Prützmann war in diesen drei Jahren zwar Mitglied, vermied jedoch militärische Handlungen. Dies änderte sich 1923, als er sein Studium abbrach und sich bis 1924 einem Freikorps anschloss, das im Grenzkampf in Oberschlesien involviert war.
Danach arbeitete er einige Jahre als landwirtschaftlicher Beamter in Pommern, Brandenburg und Ostpreußen, ehe er 1929 in die SA und die NSDAP eintrat (Mitgliedsnummer 144.290). Durch die Freikorpskämpfe radikalisiert, verließ Prützmann 1930 die SA und wechselte im selben Jahr zur SS (SS-Nummer 3.002), wo er seine persönlichen Ziele besser vertreten sah.
Ab diesem Zeitpunkt begann für Prützmann eine steile Karriere: So war er ab Juli 1932 Mitglied des Reichstages, wurde im November 1933 zum SS-Brigadeführer und im Februar 1934 zum SS-Gruppenführer ernannt. In dieser Stellung profitierte er von Spenden und – als Jagdgast – von persönlichen Gunstbezeigungen von Mittelständlern wie dem Trossinger Papierwarenfabrikanten Fritz Kiehn, der wie Prützmann seit Juli 1932 NSDAP-Reichstagsabgeordneter war und nach der nationalsozialistischen Machtübernahme eine steile Karriere als württembergischer Wirtschaftsfunktionär machte. Prützmann wurde 1933 zugleich zum Führer des SS-Oberabschnitts Südwest in Stuttgart ernannt. In dieser Funktion war er im Rahmen der Röhm-Affäre 1934 an der Verhaftung und Ermordung von Hermann Mattheiß beteiligt, dem mit Himmler wie Prützmann persönlich verfeindeten Leiter der Politischen Polizei Württembergs. Prützmanns Rolle hierbei konnte nie zweifelsfrei geklärt werden. Nach dem Zweiten Weltkrieg wurde vor dem Landgericht Ellwangen gegen den als verschollen geltenden Prützmann sowie gegen drei weitere Personen, darunter Fritz Kiehn, Anklage wegen Mordes erhoben. Das Verfahren wurde 1950 mangels Beweisen eingestellt. Auch nach der Machtergreifung der Nationalsozialisten gehörte er dem dann politisch entmachteten Reichstag bis 1945 an.
Von März 1937 bis Mai 1941 war Prützmann HSSPF Nordwest mit Dienstsitz in Hamburg. Zusätzlich hatte Heinrich Himmler Anfang April 1940 seine Zuständigkeit auch für das von Deutschland besetzte Dänemark befohlen. Anschließend war er als HSSPF für den SS-Oberabschnitt Nordost mit der Zentrale in Königsberg zuständig. Bereits im April 1941 war er zum Generalleutnant der Polizei ernannt worden.
Von Juni 1941 bis Oktober 1941 war Prützmann Höherer SS- und Polizeiführer von Russland-Nord mit Dienstsitz in Riga. Dieselbe Funktion hatte er bis Sommer 1944 in der Ukraine bzw. Russland-Süd inne und war dabei bereits zu einem recht frühen Zeitpunkt führend an der eskalierenden systematischen Vernichtungspolitik gegen Juden beteiligt. Anfang August 1941 antwortete er auf die Frage eines Untergebenen, wohin die baltischen Juden ausgesiedelt werden: „Nicht so, wie Sie meinen – die sollen ins Jenseits befördert werden.“ Bei Górka-Połonka wurden im August 1942 auf seinen Befehl hin Massenexekutionen von Juden aus Luzk und benachbarten Ortschaften nach der Auflösung des Luzker Ghettos durchgeführt, bei denen schätzungsweise über 25.000 Juden umgebracht wurden. Als SS-Gruppenführer nahm er an der Gruppenführer-Tagung am 4. Oktober 1943 in Posen teil, bei der Heinrich Himmler die erste Posener Rede hielt.
Ab dem 22. Oktober 1943 war er Höchster SS- und Polizeiführer Ukraine mit Dienstsitz in Kiew. Eine seiner letzten Beförderungen erfolgte im September 1944, als Prützmann von seinen Vorgesetzten zum Generalinspekteur für Spezialabwehr beim Reichsführer SS ernannt wurde. Zudem war er ab Dezember 1944 als bevollmächtigter General in Kroatien tätig.
Als Chef der Werwolf-Verbände befehligte Prützmann in den letzten Kriegswochen auf Himmlers Anordnung in Süddeutschland hinter den alliierten Linien ein letztes Aufgebot aus SS-Leuten, Hitlerjungen und Parteifunktionären. Als Chef der Werwolf-Organisation soll er versucht haben, den beabsichtigten Untergrundkampf mit ausgebildeten Kämpfern im Stil der SS-Jagdverbände zu führen, und nicht, wie Reichspropagandaminister Joseph Goebbels über die Medien zu vermitteln versuchte, als „heroischen“ Verzweiflungskampf unausgebildeter Jugendlicher und Frauen.
Zum Kriegsende folgte Prützmann der sogenannten Rattenlinie Nord nach Flensburg. Er geriet bald darauf in alliierte Kriegsgefangenschaft, in der er Suizid verübte. Zum Sterbeort gibt es unterschiedliche Angaben: Es wird gleichermaßen Lüneburg wie ein Vernehmungslager bei Diest (Belgien) angegeben. Das Datum, der 21. Mai 1945, scheint jedoch historisch gesichert. Lüneburg wäre nicht unwahrscheinlich, da auch Himmler zuvor versucht hatte, sich in Flensburg in Sicherheit zu bringen. Himmler wollte sich an der letzten Reichsregierung unter Karl Dönitz beteiligen. Als dies misslang, ging Himmler mit Gefolge nach Süden, um dort unterzutauchen, ebenfalls erfolglos. Himmler wurde in Meinstedt von den Briten verhaftet und anschließend nach Lüneburg gebracht, wo auch er Suizid beging. Wenn Prützmann sich also zu dieser Zeit im Gefolge von Himmler befand, wäre Lüneburg als Sterbeort plausibel.